# IC 3186
IC 3186 је спирална галаксија у сазвјежђу Береникина коса која се налази на листи објеката дубоког неба у Индекс каталогу.
Деклинација објекта је + 24° 40' 9" а ректасцензија 12h 20m 55,9s. Привидна величина (магнитуда) објекта IC 3186 износи 15,0 а фотографска магнитуда 15,8. IC 3186 је још познат и под ознакама MCG 4-29-66, CGCG 128-80, PGC 39875.